# Savoia-Marchetti S.64

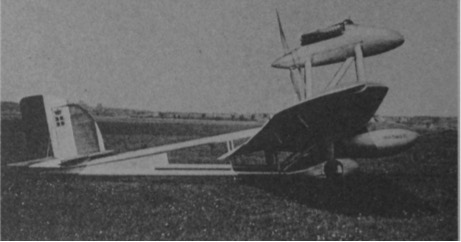
Il Savoia Marchetti S.64B di profilo

Il Savoia-Marchetti S.64 era un monoplano da primato monomotore ad ala bassa realizzato dall'azienda italiana Savoia-Marchetti nel 1928 e divenuto celebre a seguito del conseguimento di diversi primati mondiali.
Condotto da Arturo Ferrarin in coppia con Carlo Del Prete, divenne uno dei simboli dell'aeronautica e del progresso tecnologico italiano nei primi anni del regime fascista fino al tragico incidente di volo che costò la vita ad Umberto Maddalena, Fausto Cecconi e Giuseppe Da Monte.

## Storia del progetto
Il progetto del S.64 fu il frutto del felice incontro di due appassionati quali furono il suo progettista Alessandro Marchetti ed il pilota Arturo Ferrarin.
L'idea di realizzare una macchina dedicata al raggiungimento di prestazioni eccezionali nei voli di lunga durata trovò terreno fertile anche negli ambienti del Ministero dell'Aeronautica (di recente era stato nominato Sottosegretario di Stato Italo Balbo) e ben presto vennero attribuiti compiti specifici: alla Savoia-Marchetti venne affidata la realizzazione del velivolo, mentre la FIAT avrebbe approntato una specifica versione del suo V-12 A.22.
La Regia Aeronautica si accollò la realizzazione della pista di Montecelio, costruita inclinata in modo da agevolare le operazioni di decollo dell'aereo.
L'ing. Marchetti terminò l'opera nel marzo del 1928 ed il primo volo ebbe luogo il 3 aprile 1928, dalla base di Cameri.

## Tecnica
Monoplano monomotore, l'S.64 era una realizzazione completamente originale, anche se si possono intravedere elementi di parentela con gli idrovolanti S.55 (nati dalla stessa "matita"): il posizionamento del propulsore (installato su di un castello sovrastante la cabina di pilotaggio) e la struttura a doppio trave di coda.
La struttura era realizzata quasi completamente in legno ad eccezione del carrello d'atterraggio e del castello motore. La cabina di pilotaggio, di forma ovoidale, era posizionata nella sezione centrale dell'ala ed aveva un disegno estremamente curato per garantire la massima aerodinamicità. L'ingresso era possibile dai due sportelli a vetri anteriori, manovrabili anche dall'interno, che rendevano accessibili i due posti affiancati a doppio comando. Dietro il posto destro era ricavata una cuccetta a forma di tunnel, da impiegare nei turni di riposo durante i lunghi voli previsti, disposta longitudinalmente rispetto all'asse del velivolo.
Il motore, progettato dall'ingegner Tranquillo Zerbi (all'epoca capo dell'Ufficio Studi Speciali della FIAT), era un 12 cilindri a V di 60°, dalla cilindrata di 54 000 cm³, derivato dall'A.22 e denominato "A.22T", capace di erogare normalmente 570 CV (419 kW) a 1 900 giri/min e che arrivava alla potenza massima 620 CV (456 kW) a 2 100 giri/min. Avvolto da una carenatura aerodinamica in duralluminio che conteneva anche il serbatoio dell'olio, era abbinato ad un'elica bipala in legno a passo fisso orientata all'indietro in posizione spingente. Quest'ultima venne sostituita nel modello successivo, l'S.64bis, con una dotata di pale in duralluminio a passo variabile.
L'ala, unica e completamente a sbalzo, era di grandi dimensioni, sia in termini di apertura che di spessore. Realizzata completamente in legno, era costituita da un unico monoblocco a tre longheroni al cui interno erano alloggiati i 27 serbatoi di carburante (per una capacità complessiva di 7 000 litri) e l'impianto di raffreddamento del motore, caratterizzato da un radiatore di forma rettangolare posizionato sotto l'ala e rientrabile con un dispositivo di comando situato nel posto di pilotaggio.
Tutta la cellula era divisa in sezioni stagne per garantire possibilità di galleggiamento qualora si fossero rese necessarie manovre di ammaraggio in condizioni di emergenza.

## Primati
Dopo un'interminabile serie di prove e controlli, la mattina del 31 maggio 1928, prendeva avvio la prima avventura: il record del mondo su circuito chiuso.
L'aereo, condotto da Ferrarin e Del Prete percorse per 51 volte il circuito compreso tra Torre Flavia ed il faro di Anzio, distanti poco più di 74 km, atterrando alle 15,30 del 2 giugno dopo aver percorso un totale di 7 666,616 km in un tempo di 58 h e 37 min. Tale prestazione superava di quasi 5 ore il precedente primato di durata e di 3 000 km quello di distanza.
Questa prima impresa costituiva il banco di prova per il principale obiettivo del progetto: il volo dall'Italia al Brasile, per aggiudicarsi il record mondiale di volo in linea retta.
La macchina organizzativa si mise in moto fin dal giorno successivo, in quanto si voleva realizzare la trasvolata atlantica nei primi giorni di luglio, al fine di sfruttare la fase di luna piena prevista per quei giorni durante le ore notturne del volo.
La sera del 3 luglio 1928, alle ore 18 e 51, prese il via la delicata fase di decollo: appesantito dal carburante necessario per il tragitto, il S.64 aveva una velocità di salita di soli 0,25 metri al secondo, alla velocità di 180 km/h. In pratica erano necessari 3 km per raggiungere la quota di 15 metri!
L'orario di partenza venne scelto al fine di raggiungere sia Gibilterra che, il giorno successivo, il Brasile con le luci del giorno.
Il volo si presentò difficoltoso fin dalla prima notte quando, a causa di caldi venti africani, il rendimento del motore diminuì sensibilmente ed i due piloti decisero di modificare la rotta verso nord, alla ricerca di temperature meno elevate.

Francobollo commemorativo del cinquantenario dell'impresa emesso dal sistema postale brasiliano.

Attraversando condizioni di cielo mutevole e variando di quota alla ricerca di correnti di coda, Ferrarin e Del Prete si accinsero a trascorrere la seconda notte in volo entrando nella fascia dei temporali equatoriali, decidendo di salire fino a 4 000 m di quota nel, vano, tentativo di risparmiare, al velivolo ed a sé stessi, le sollecitazioni della burrasca.
Il sopraggiungere del mattino (è il 5 luglio) e l'avvistamento della costa brasiliana diedero conferma della precisione dei difficili calcoli notturni per il mantenimento della rotta e trasmisero nuovo vigore all'equipaggio che puntò deciso in direzione di Bahia.
Ancora il maltempo procurò l'ennesimo imprevisto e, stimando un residuo di carburante poco rassicurante, i due decisero di tornare sui propri passi per dirigersi verso Port Natal, dove contavano di atterrare sul campo di volo della Latécoère. Sempre più preoccupati della riserva di carburante ed ostacolati dalla scarsa visibilità, giunti a breve distanza dalla nuova meta, Ferrarin e Del Prete decisero di atterrare sulla spiaggia dove, dopo un breve rullaggio, le ruote del S.64 affondarono nella sabbia.
L'aereo riportò danni al carrello ed alla cabina di pilotaggio e nei serbatoi erano rimasti soltanto 15 litri di carburante, ma l'impresa era compiuta!
In pratica erano stati coperti 8 100 km, ma il record venne omologato in base alla distanza ortodromica tra Montecelio e Natal: 7 188 km.
L'aereo, recuperato con estrema difficoltà dopo l'atterraggio in spiaggia, non fu in grado di decollare da Natal a causa della pista non adeguata alle sue caratteristiche; venne trasportato a Rio de Janeiro via mare e donato al Brasile.
I festeggiamenti di quei giorni ebbero un tragico epilogo: durante un volo dimostrativo (effettuato a bordo di un idrovolante Savoia-Marchetti S.62), in seguito al cedimento dell'ala Ferrarin e Del Prete precipitarono nelle acque antistanti Rio. Carlo Del Prete riportò gravissime ferite alle gambe ed una dovette essergli amputata.
Il 16 agosto 1928, in seguito all'aggravarsi delle condizioni, 5 giorni prima del suo 31º compleanno, Carlo Del Prete morì.

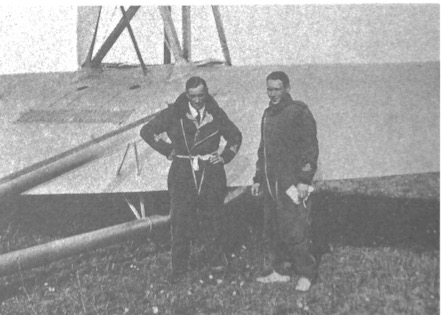
Maddalena e Cecconi con il S64b.

La storia del S.64 proseguì: equipaggiato con una nuova elica a passo variabile e con altre piccole modifiche secondarie, venne ribattezzato S.64bis: il 30 maggio 1930, al comando dei piloti Fausto Cecconi e Umberto Maddalena, superò nuovamente il record di durata in circuito chiuso, volando per 8 188 km per un totale di 67 h 13 min.
Quasi un anno dopo, il 19 marzo 1931, durante un volo di trasferimento l'aereo scomparve definitivamente in mare insieme ai piloti Cecconi e Maddalena ed al motorista Giuseppe Da Monte.

## Modellismo
- Scratchbuild scala 1/72

### Periodici
- (EN) The Rome-Brazil non-stop flight, in Flight, Sutton, Surrey (UK), Reed Business Information Ltd, 12 luglio 1928,  p. 594. URL consultato l'11 novembre 2012.
- (EN) World's Record in Aviation, in Flight, Sutton, Surrey (UK), Reed Business Information Ltd, 20 marzo 1931,  p. 247. URL consultato il 29 dicembre 2012.